# L'Houmeau (Angoulême)
Pour les articles homonymes, voir L'Houmeau (homonymie).
Le quartier de l'Houmeau est l'un des principaux quartiers de la ville d'Angoulême. De population traditionnellement diverse, il est l'un des plus importants du point de vue historique en raison du rôle économique qu'il a joué depuis le Moyen Âge.
Au pied du Plateau (le centre-ville historique), ce faubourg d'Angoulême offre un accès sur l'île de Bourgines, et sur les quais de la Charente.

## Histoire

### Le port
C'est dès le Moyen Âge que le port de l'Houmeau prend son importance, avec la construction et l'aménagement de quais sur les rives du fleuve de la Charente. En 1280, sur ordonnance royale, le port est créé. Il marquait le début de la partie navigable, qui allait d'Angoulême à la mer.

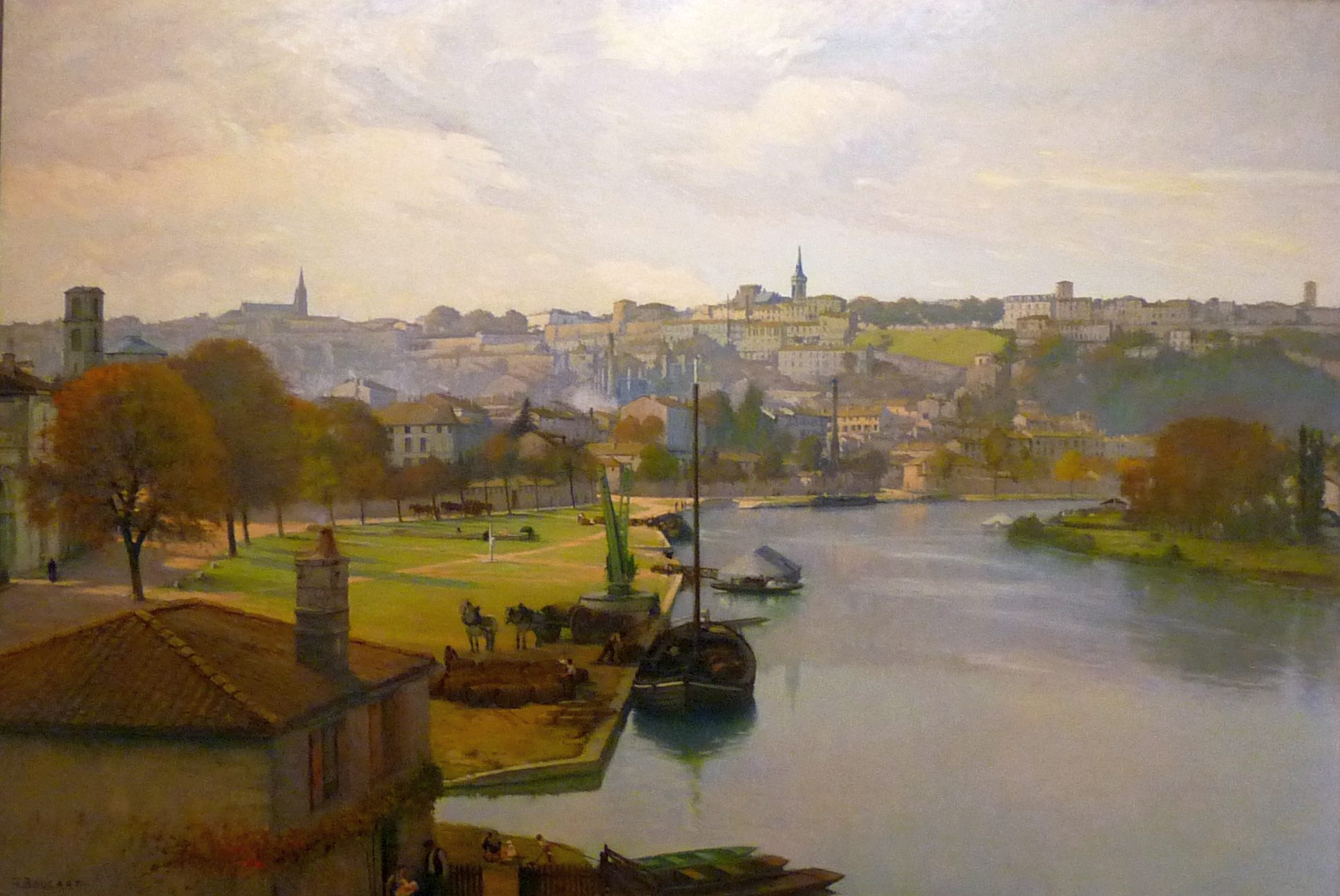
Vue du port vers 1880.

Durant toute la période du Moyen Âge, le port de l'Houmeau eut une importance capitale, transportant des textiles, du sel, des pierres, et autres marchandises, de l'Océan jusqu'à l'est du Royaume, mais également de Ruffec jusqu'à Barbezieux, Périgord et Limousin. Le papier, qui était produit dans les moulins de la Charente, fut transporté également à partir de l'Houmeau.
Et l'activité ne cessera d'augmenter avec la construction de l'arsenal de Rochefort au XVIIe siècle, en liaison avec la fonderie de Ruelle où étaient forgés les canons. Ce port fut également, lors de son apogée, l'unique terminus et centre de stockage des eaux-de-vie, vins, papiers, bois, denrées coloniales, du fer.
Le faubourg est désigné sous la plume de Balzac par un « en bas le commerce et l’argent » ; car ce quartier vivait du commerce, des bateliers et de leurs gabares. Le romancier, qui vint y rendre visite à son amie Zulma Carraud, en fait le quartier dans lequel grandit Lucien de Rubempré.
Au milieu du XIXe siècle, le déclin du port est annoncé par la construction de la ligne de chemin de fer Paris-Bordeaux, ouverte en 1853. L'Houmeau accueille la gare d'Angoulême.
Le trafic ferroviaire remplace le trafic fluvial, ce qui entraîne le déclassement du port en 1926.

### Hôpital général et gare
En 1532, l'hôpital Saint-Roch, accueillant les lépreux et les pestiférés, est créé par le chanoine Charles de Saint-Gelais, destiné à aider le vieil hôpital du plateau. Il donne son nom au port de l'Houmeau, appelé alors port Saint-Roch. En 1629, cet hôpital est déplacé à l'actuel quartier Saint-Roch, plus à l'écart de la ville,. L'hôpital Saint-Roch de l'Houmeau, périclitant, fut supprimé en 1653, mais en 1692 fut fondé un hôpital général, comme le préconisait un édit royal de 1662 pour toutes les villes du royaume et les mendiants, à peu près l'emplacement de la gare actuelle.
En 1818, grâce au duc d'Angoulême, fils aîné du comte d'Artois (futur Charles X), le roi crée à Angoulême un Collège royal de la Marine dans lequel 150 jeunes de 13 à 15 ans reçoivent l'instruction théorique pour être officiers. Les bâtiments annexèrent l'ancien Hôpital général. Ce collège ne durera que dix ans, car il est ensuite transféré à Brest, emplacement plus propice.
En 1852, les bâtiments désaffectés du Collège royal sont intégrés dans la gare d'Angoulême, appelée alors gare d'Orléans, car faisant partie du nouveau tracé de la Compagnie du chemin de fer d'Orléans à Bordeaux. Les travaux de percement du tunnel sous le Plateau démarrent en 1845, et en septembre 1852 la première liaison entre Angoulême et Bordeaux est inaugurée. En 1853, le tronçon Angoulême-Poitiers étant achevé, Angoulême est reliée à Paris.

### Un carrefour d'Angoulême
Du fait de l'importance de son port et de son activité économique, le quartier de l'Houmeau doit répondre aux besoins croissants de construire des habitations. C'est ainsi que la population se développa autour d'une place centrale où l'on construit l'église Saint-Jacques.

### Déclin de l'activité et du quartier
Victimes de la Seconde Guerre mondiale et des bombardements de 1944 par les Alliés, beaucoup d'habitants quittent le quartier, peu de magasins survivent[Information douteuse] et l'église doit faire l'objet d'une rénovation.

### Le renouveau
En 2009, la Ville d'Angoulême décide de moderniser et réhabiliter le quartier historique de l'Houmeau. C'est ainsi, que depuis 2016, le quartier abrite la médiathèque d'Angoulême, et il sera relié au quartier de la gare par une passerelle, qui sera reconstruite après avoir été détruite pendant les bombardements.
De nouveaux logements seront construits ainsi qu'un centre d'affaires et d'un complexe hôtelier,.

## Dans les arts
Il est le quartier d'origine de Lucien de Rubempré et de David Séchard dans Illusions perdues d'Honoré de Balzac.

## Galerie d'images

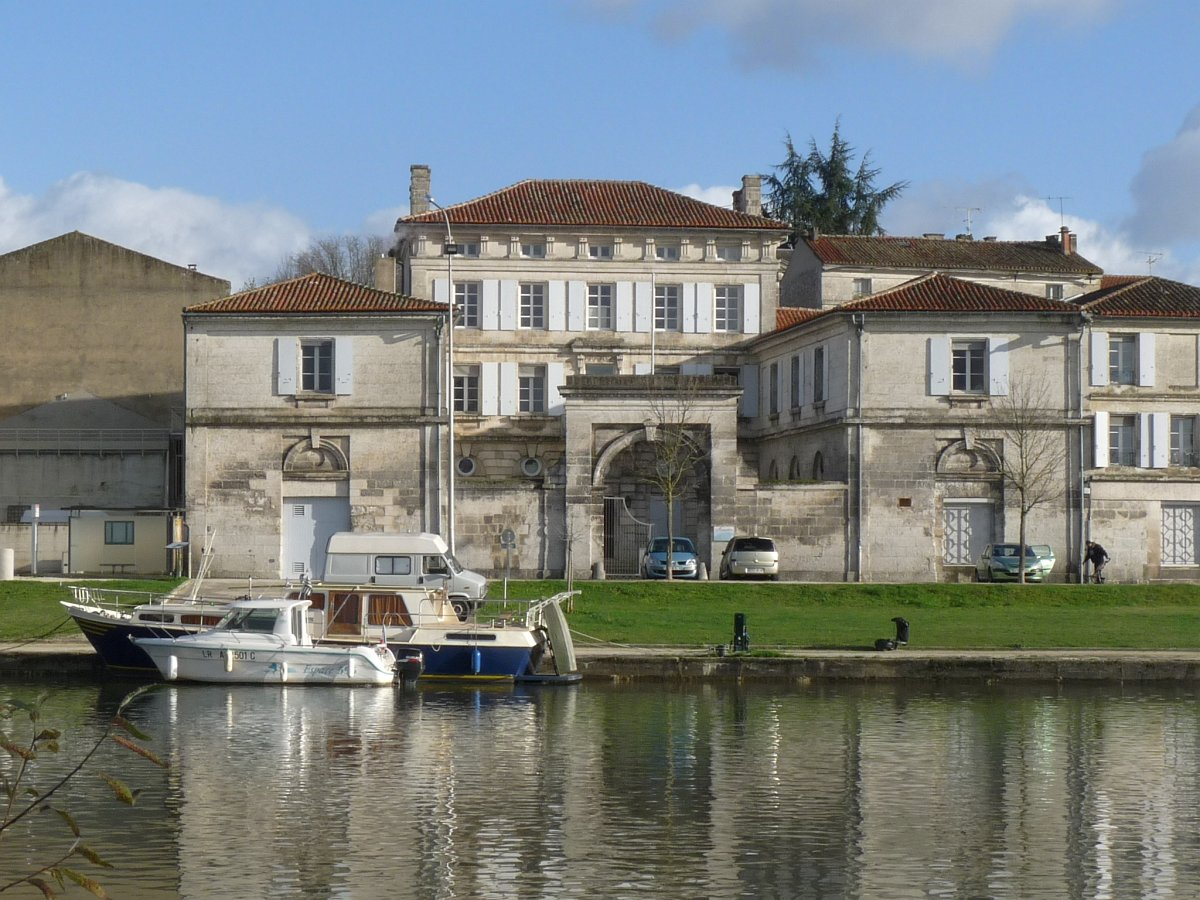
La Capitainerie, face au port.
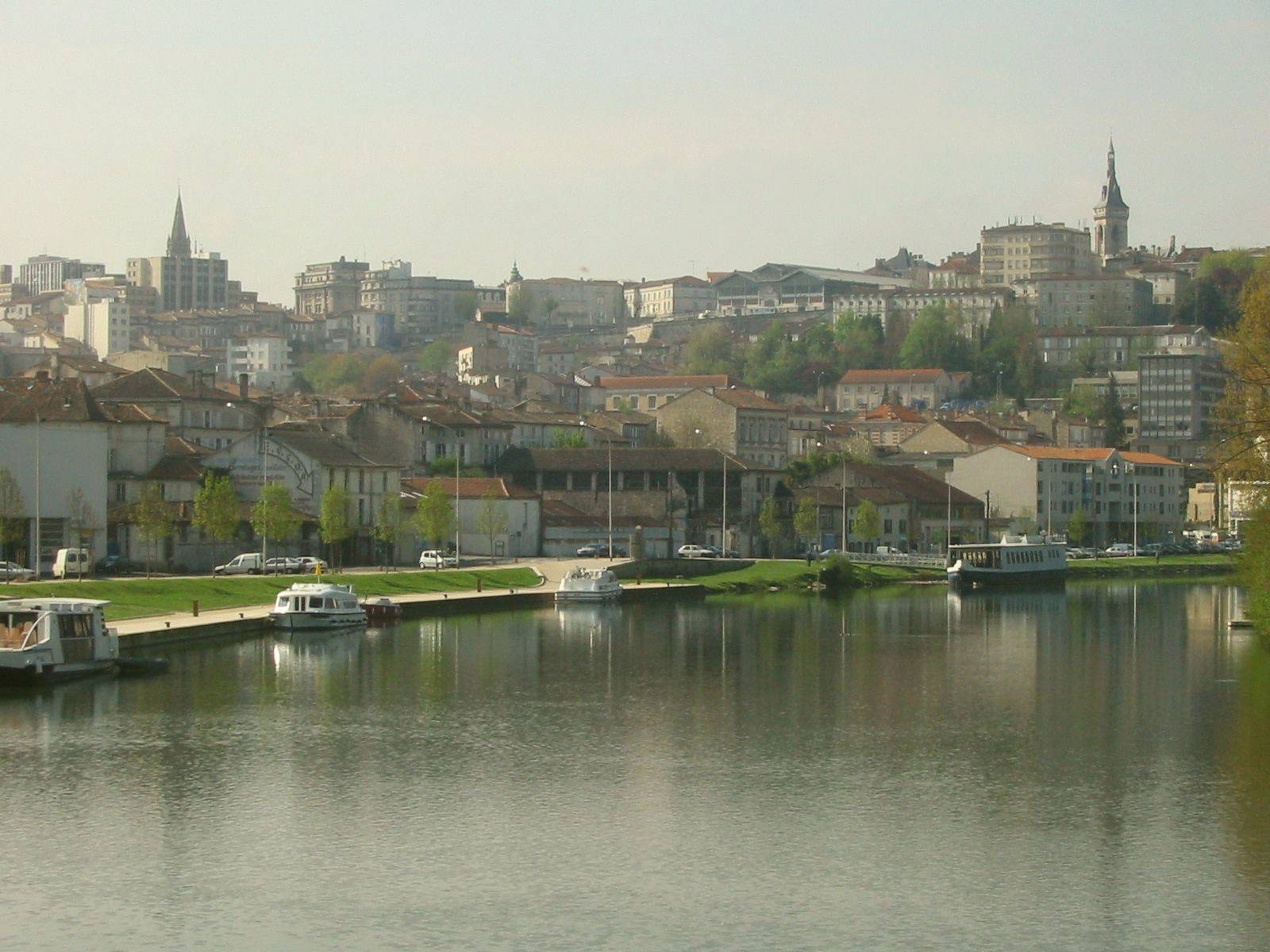
Le Port-l'Houmeau et la ville vus de la passerelle de Bourgine.
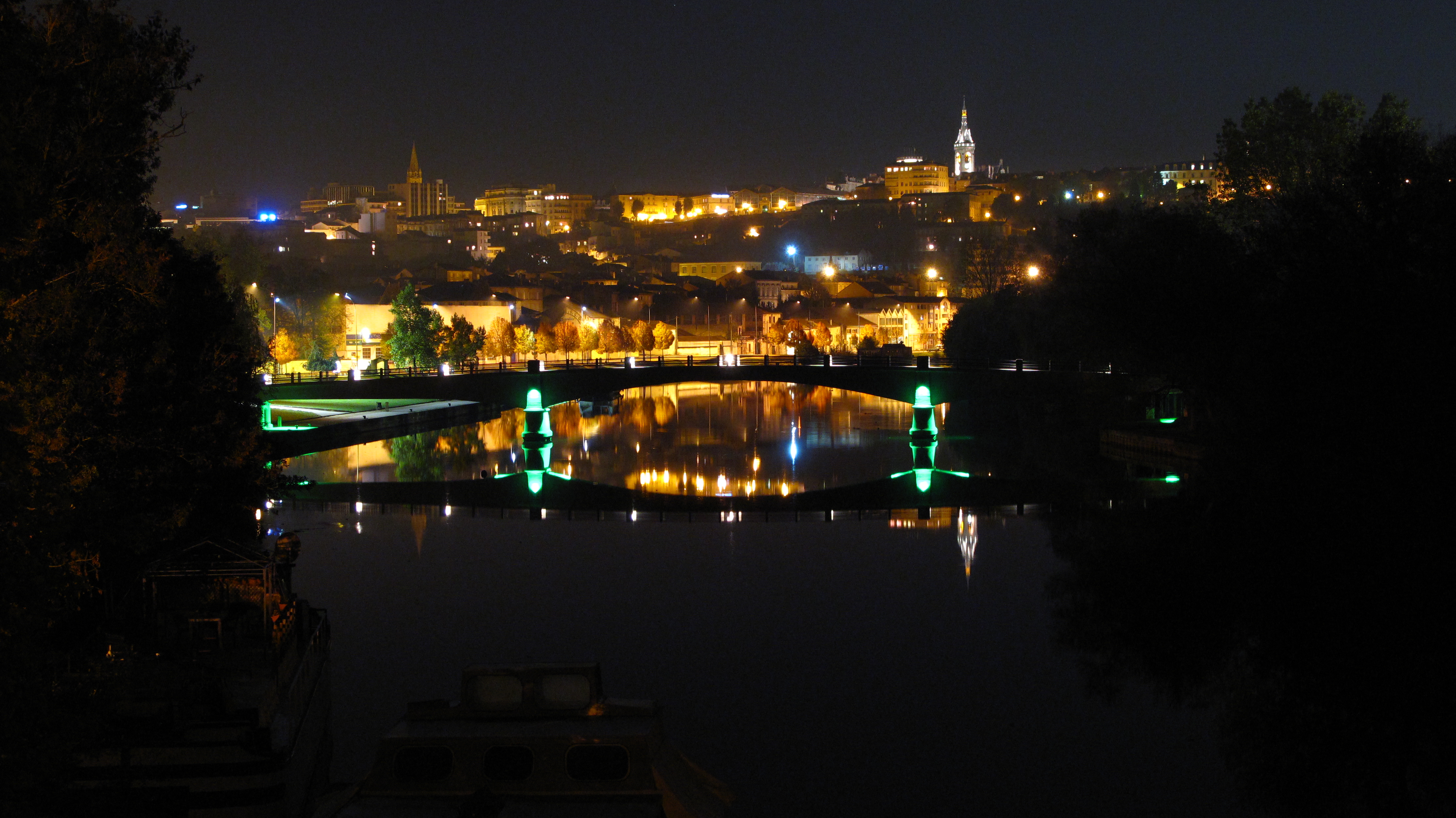
La passerelle de Bourgine devant la ville illuminée.
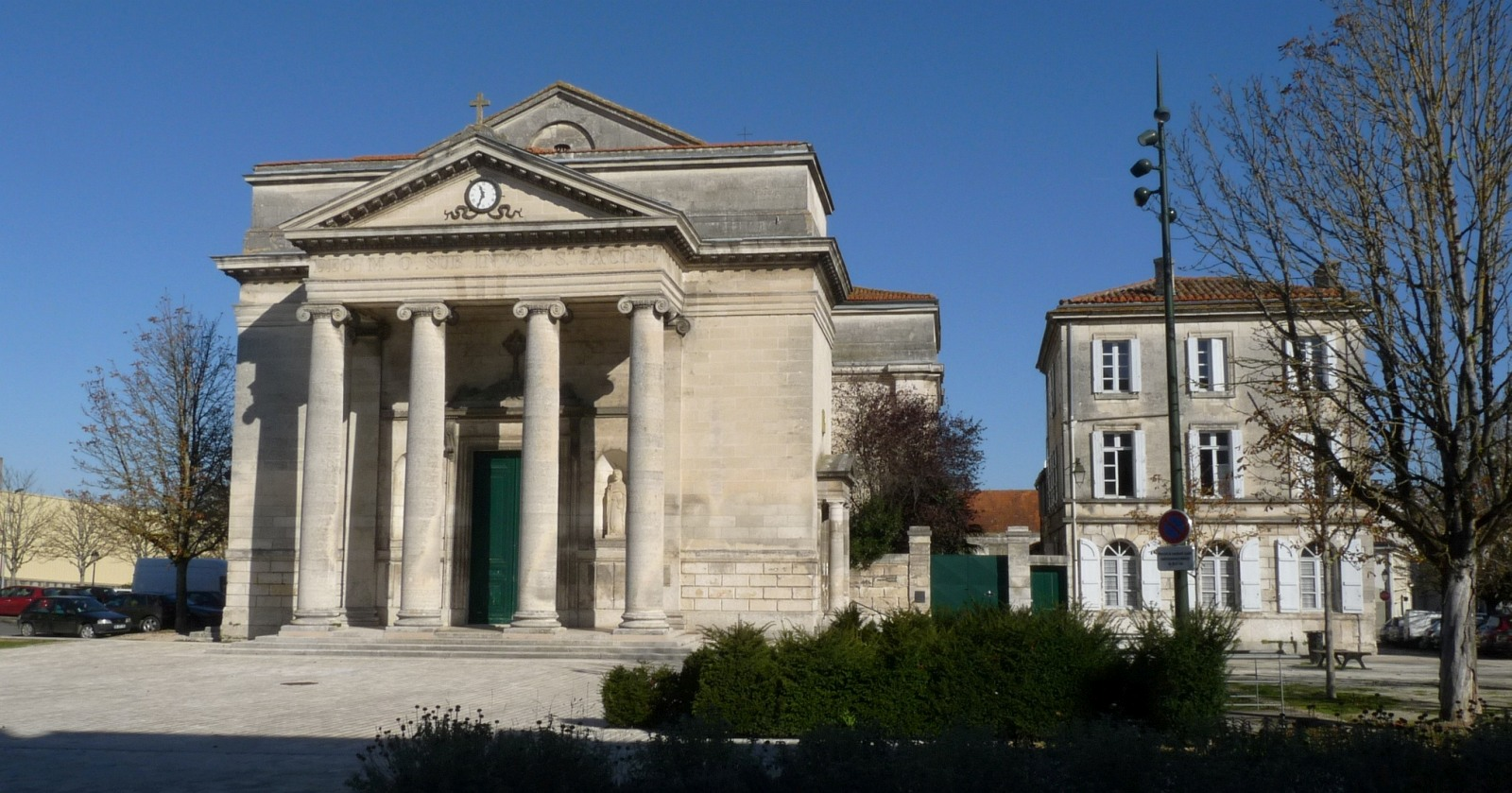
L'église Saint-Jacques et sa place.
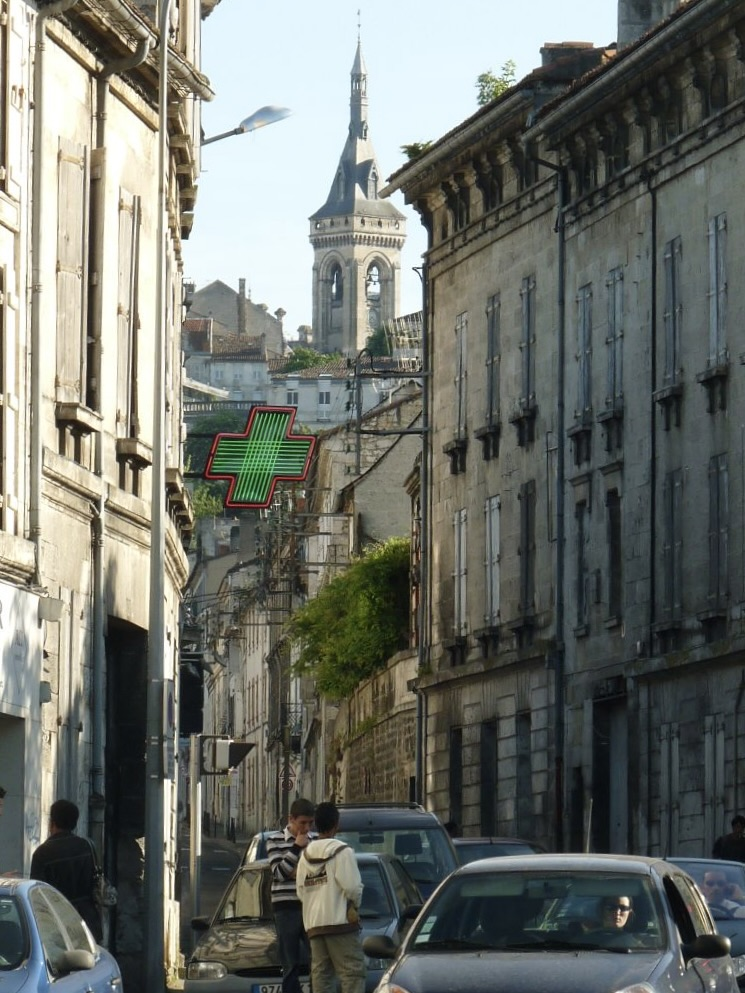
Rue de Paris, l'axe central du quartier.
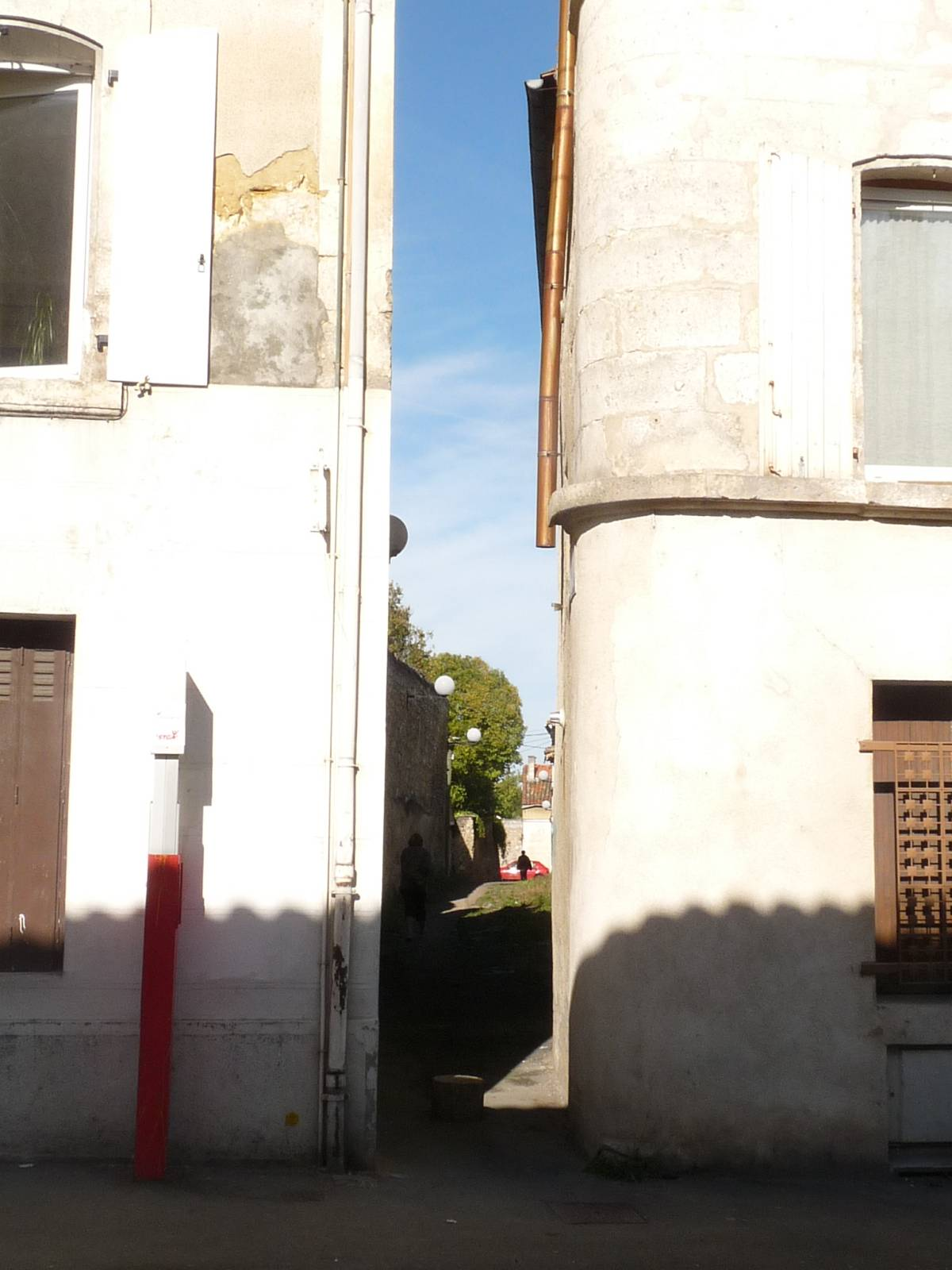
Rue du Coq, une des plus anciennes de l'Houmeau.
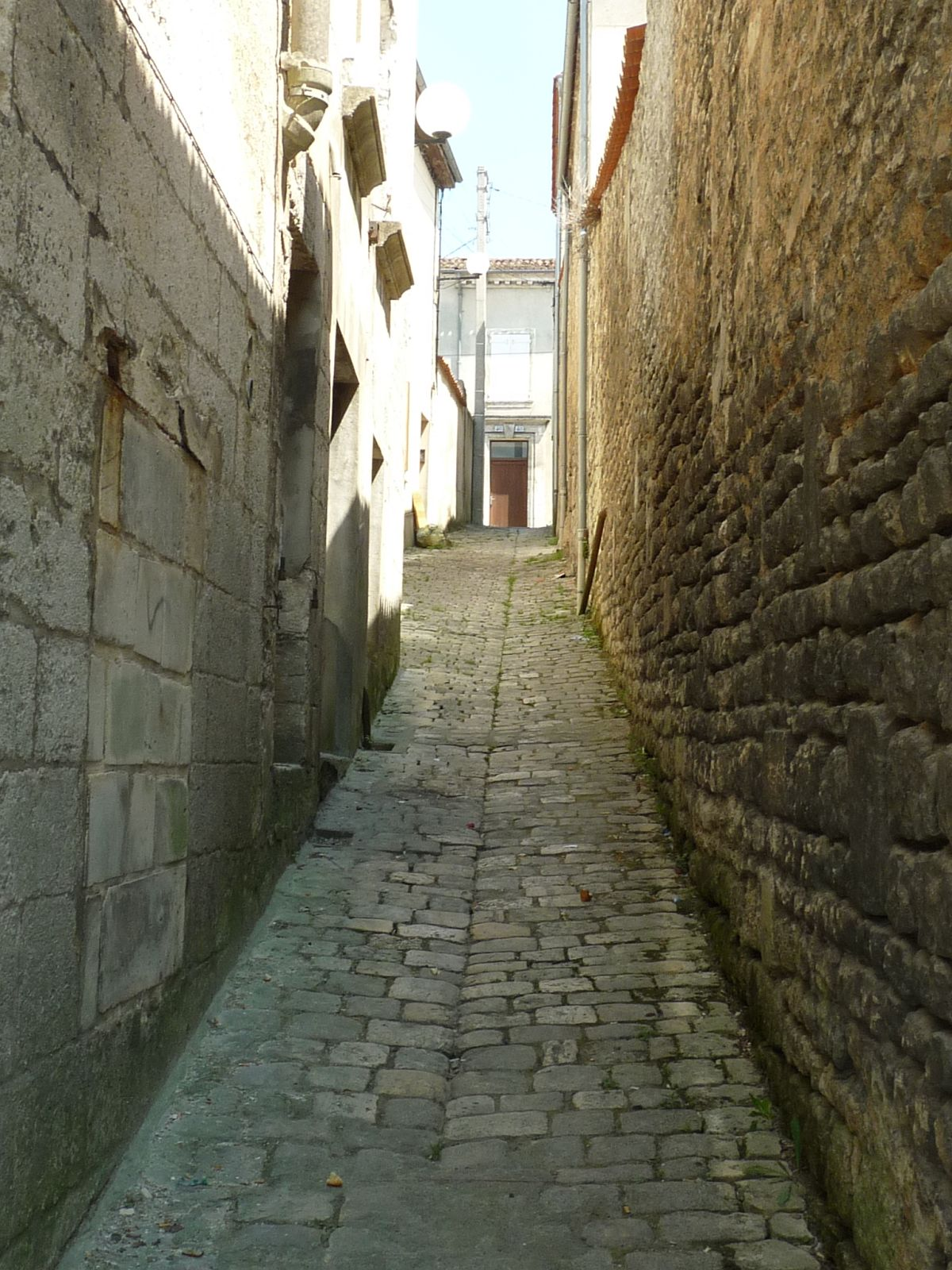
Rue Petite.
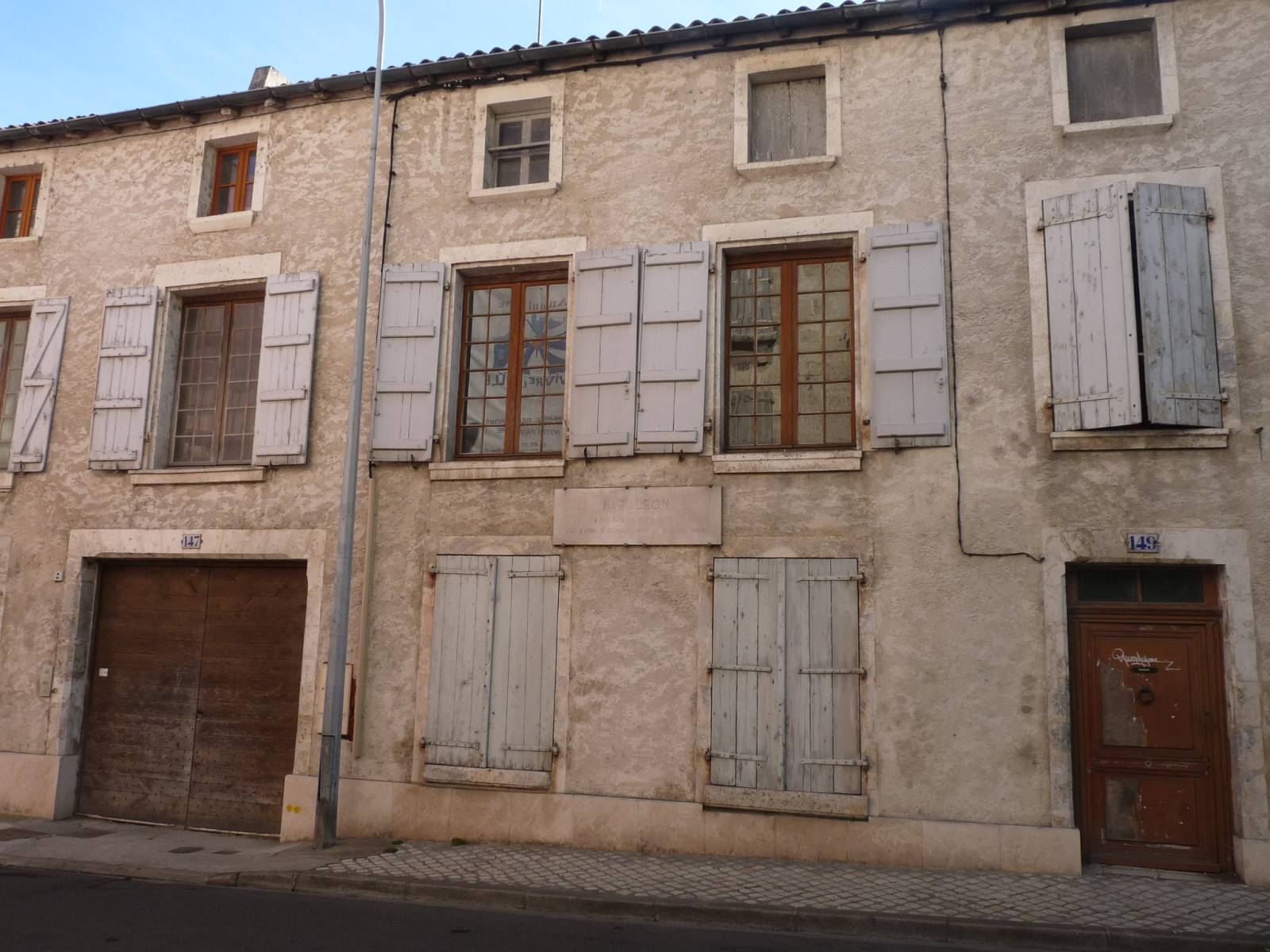
149 rue de Paris, où a dormi Napoléon Ier.
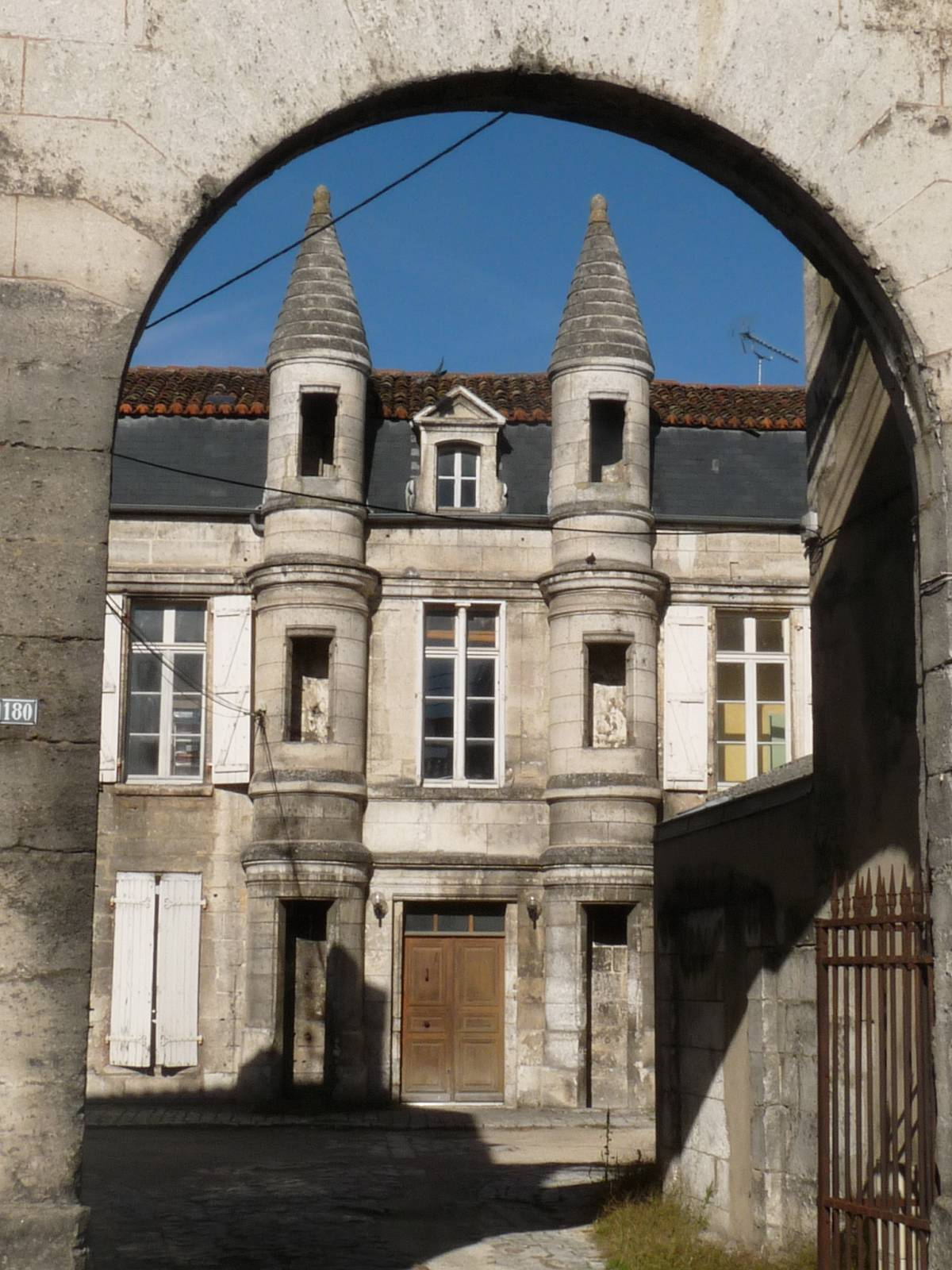
Ancien hôtel particulier, rue de Paris.